# 新田川橋
新田川橋（にいだがわばし）は、福島県南相馬市原町区にある道路橋である。

## 概要
- - 延長 : 87.5m
    - 主径間：43.0m

  - 幅員：9.76m
  - 形式：2径間鋼連続鈑桁橋（少数鈑桁橋）
  - 施工：高田機工
  - 竣工：2011年 [1]

原町市街地西部にて二級水系新田川を渡り、常磐自動車道を通す。南相馬インターチェンジ～南相馬鹿島サービスエリア間にあり、南詰は原町区深野字庚塚、北詰は同区深野字西内に位置する。橋上は暫定2車線対面通行で供用されており、南側すぐに南相馬インターチェンジが位置する。

## 沿革
- 2012年4月8日 : 南相馬IC-相馬IC間開通に伴い供用開始

## 隣の橋梁
久慈川橋 - 夏井川橋 - 木戸川橋 - 井出川橋 - 熊川橋 - 羽黒川橋 - 前田川橋 - 高瀬川橋 - 請戸川橋 - 宮田川橋 - 小高川橋 - 北鳩原川橋 - 新田川橋 - 笹部川橋 - 上真野川橋 - 真野川橋 - 町場川橋 - 宇多川橋